# Llista de jugadors de futbol del Club Universitario de Deportes
Aquesta és una llista de jugadors que van tenir una etapa destacada al Club Universitario de Deportes, guanyant títols o no.
| Trajectória                                       | Jugador                  | Nacional. | Posició     | P.  | G.  |
| ------------------------------------------------- | ------------------------ | --------- | ----------- | --- | --- |
| 1928-1929                                         | Mario de las Casas       | Perú      | Defensa     | —   | —   |
| 1929-1935                                         | Rafael Quirós            | Perú      | Defensa     | —   | —   |
| 1929-1935                                         | Alberto Denegri          | Perú      | Migcampista | —   | —   |
| 1928-1934                                         | Eduardo Astengo          | Perú      | Defensa     | —   | —   |
| 1928-1934                                         | Carlos Cillóniz          | Perú      | Davanter    | —   | —   |
| 1926-1934                                         | Luis de Souza Ferreira   | Perú      | Davanter    | —   | —   |
| 1924-1936                                         | Jorge Góngora            | Perú      | Migcampista | —   | —   |
| 1928-1931                                         | Plácido Galindo          | Perú      | Davanter    | —   | —   |
| 1928-1932                                         | Pablo Pacheco            | Perú      | Davanter    | —   | —   |
| 1922-1935                                         | Juan Criado              | Perú      | Porter      | —   | —   |
| 1930-1940                                         | Arturo Fernández         | Perú      | Defensa     | —   | —   |
| 1931-1953                                         | Teodoro Fernández        | Perú      | Davanter    | 180 | 184 |
| 1934-1944                                         | Orestes Jordán           | Perú      | Defensa     | —   | —   |
| 1932-1943                                         | Carlos Tovar             | Perú      | Migcampista | —   | —   |
| 1935-1940                                         | Juan Honores             | Perú      | Porter      | —   | —   |
| 1937-1940                                         | Enrique Perales          | Perú      | Defensa     | —   | —   |
| 1930-1940                                         | César Socarraz           | Perú      | Davanter    | —   | —   |
| 1948-1949 1951-1952                               | Segundo Castillo         | Perú      | Migcampista | —   | —   |
| 1945 1955-1961                                    | Jacinto Villalba         | Perú      | Davanter    | —   | —   |
| 1944-1955                                         | Andrés da Silva          | Perú      | Defensa     | 155 | —   |
| 1939-1946 1950-1951                               | Eduardo Fernández Meyzán | Perú      | Davanter    | —   | —   |
| 1946-1949                                         | Walter Ormeño            | Perú      | Porter      | —   | —   |
| 1945-1946                                         | Pablo Pasache            | Perú      | Migcampista | —   | —   |
| 1948-1951                                         | Jorge Alcalde            | Perú      | Davanter    | 37  | 28  |
| 1947-1958                                         | Alberto Terry            | Perú      | Migcampista | 210 | 115 |
| 1949 1951-1953                                    | Carlos Valdivia          | Perú      | Migcampista | —   | —   |
| 2000-2001 2002 2004-2005 2007 2009-2013 2016-2017 | John Galliquio           | Perú      | Defensa     | 310 | 11  |
| 1995-2004                                         | Edson Dominguez          | Perú      | Defensa     | 289 | 8   |
| 2003–2009 2013–2015 2019–                         | José Carvallo            | Perú      | Porter      | 266 |     |
| 2006-2015                                         | Antonio Gonzalez         | Perú      | Migcampista | 264 | 0   |
| 1999-2002 2004-2007 2008                          | Gregorio Bernales        | Perú      | Migcampista | 262 | 26  |
| 1996–2002 2008                                    | Óscar Ibáñez             | Argentina | Porter      | 255 | 0   |
| 1998-2000 2004-2007 2009-2011                     | Piero Alva               | Perú      | Davanter    | 236 | 78  |
| 2003 2008-2014                                    | Rainer Torres            | Perú      | Migcampista | 218 | 9   |
| 1995–1999 2000 2003–2007                          | Luis Guadalupe           | Perú      | Defensa     | 215 | 9   |
| 1995-1996 1998-2004                               | Fernando Del Solar       | Perú      | Migcampista | 197 | 12  |
| 2005–2006 2007–2010 2011 2015–2018                | Raúl Fernández           | Perú      | Porter      | 197 | —   |
| 1993–1997 1999–2000 2004 2006                     | Paolo Maldonado          | Perú      | Migcampista | 196 | 23  |
| 2007–2015                                         | Néstor Duarte            | Perú      | Defensa     | 211 | 2   |
| 2000–2002 2007–2014                               | Miguel Ángel Torres      | Perú      | Migcampista | 137 | 6   |
| 1991–1994 1996–1998 2002 2004–2006                | José Pereda              | Perú      | Migcampista | 191 | 7   |
| 1995–2001 2003                                    | Giuliano Portilla        | Perú      | Defensa     | 186 | 11  |
| 2017–2022                                         | Alberto Quintero         | Panamà    | Davanter    | 161 | 32  |
| 2010–2018                                         | Ángel Elías Romero       | Perú      | Migcampista | 173 | 4   |
| 1970–1975                                         | Oswaldo Ramírez          | Perú      | Davanter    | 131 | 80  |
| 2012–2017 2020–2021                               | Diego Chávez             | Perú      | Defensa     | 164 | 2   |
| 1998–2001 2008                                    | Jorge Araujo             | Perú      | Defensa     | 169 | 5   |
| 1999–2001 2003–2006                               | Juan Flores              | Perú      | Porter      | 162 |     |
| 2004–2011                                         | Jesús Rabanal            | Perú      | Defensa     | 161 | 6   |
| 2004–2008                                         | Miguel Cevasco           | Perú      | Migcampista | 151 | 3   |
| 2003–2006 2011                                    | José Adolfo Mendoza      | Perú      | Defensa     | 156 | 2   |
| 2007–2011                                         | Carlos Galván            | Argentina | Defensa     | 150 | 8   |
| 1997–2000 2003–2004                               | Juan Pajuelo             | Perú      | Defensa     | 152 | 5   |
| 2008 2009 2020–2022                               | Nelinho Quina            | Perú      | Defensa     | 146 | 10  |
| 2015–2018                                         | Horacio Benincasa        | Argentina | Defensa     | 133 | 8   |
| 2015–2019                                         | Emanuel Paucar           | Perú      | Migcampista | 127 | 0   |
| 1997–1998 1999 2004–2005                          | Roberto Farfán           | Perú      | Defensa     | 121 | 37  |
| 2005–2008                                         | Donny Neyra              | Perú      | Migcampista | 153 | 27  |
| 1996–2000                                         | Marko Ciurlizza          | Perú      | Migcampista | 141 | 3   |
| 2002–2004 2017–2018                               | Juan Manuel Vargas       | Perú      | Defensa     | 116 | 15  |
| 2008–2011 2013–2014 2016–2017                     | Raúl Ruidíaz             | Perú      | Davanter    | 152 | 70  |
| 2013–2019                                         | Roberto Siucho           | Perú      | Migcampista | 118 | 8   |